# The Man Who Came Back (film)
The Man Who Came Back – amerykański western z 2008 roku.

## Obsada
- Eric Braeden jako Reese Paxton
- Billy Zane jako Ezra
- George Kennedy jako Sędzia Duke
- Armand Assante jako Amos
- Sean Young jako Kate
- Carol Alt jako Angelique Paxton
- James Patrick Stuart jako Billy Duke
- Ken Norton jako Dziadek